# Fasil Ghebi
Fasil Ghebi este un ansamblu regal fortificat, situat în orașul etiopian Gondar, care datează din secolul XVII. De aici, regii etiopieni au condus întregul Imperiu Etiopian. În anul 1979, ansamblul a fost declarat bun al patrimoniului mondial UNESCO.
Fasil Ghebi este clădit într-un stil arhitectonic unic numit stilul Gondar, stil având la bază elemente arabe la care s-au adăugat elemente ale stilului baroc care au fost introduse de către misionarii portughezi și elemente arhitectonice specifice indienilor, introduse de către constructori care proveneau din Goa.
Ansamblul regal Fasil Ghebi este încercuit de un zid de nouă metri înălțime, prevăzutcu 12 porți și 2 poduri. În interiorul ansamblului se găsesc următoarele clădiri:
- Castelul lui Fasilides, este clădirea cea mai reprezentativă a stilului Gondar.
- Castelul împăratului Iyasu, clădirea cea mai înaltă din ansamblu, construită între 1682 și 1706.
- Cancelaria și biblioteca Tzadich Yohannes, două pavilioane externe ale castelului lui Fasilades.
- Sala banchetelor.
- Mormântul calului lui Fasilades.
- Trei biserici, printre care se remarcă capela Sf. Anton pentru picturile murale.
- Grajduri.

În afara clădirilor ansamblului Fasil Ghebi s-au mai incorporat listei patrimoniului UNESCO și:
- Mănăstirea Debre Berhan Selassie, cu biserica circulară cu picturi murale. Mănăstirea se află la 1200 metri de ansamblu.
- Băile lui Fasilides, un palat care se găsesc într-o grădină de recreere. Acestea se găsesc la 1500 metri de Fasil Ghebi.
- Biserica Kuddus Yohannes, aflată la 1500 metri vest
- Ccomplexul Qusquam, clădit de împărăteasa Mentuab în secolul XVIII și care cuprinde o biserică și un palat care amintesc de renascentismul european și care se află la 3 km de Fasil Ghebi.
- Mmănăstirea Mariam Ghemb.
- Palatul Guzara.

Ansamblul Fasil Ghebi se află într-o stare de conservare destul de bună, chiar dacă a suferit numeroase încercări precum cutremurul din 1704, războiul civil din sec. XIX, decăderea orașului prin schimbarea capitalei, construcțiile realizate de italieni în timpul celui de-al doilea război mondial.